# KenKen
KenKen（ケンケン、本名：金子 賢輔（かねこ けんすけ）、1985年12月30日 - ）は、日本のミュージシャン。ロックバンドRIZEのベーシスト。
東京都世田谷区下北沢出身。血液型はAB型。
父はドラマーのジョニー吉長。母はシンガーの金子マリ。兄はRIZEのドラマー金子ノブアキ。　2024年2月1日にポールダンサーPOPOと結婚した。

## 来歴
1985年、東京都世田谷区下北沢に生まれる。
8歳の時から音楽家を目指し、14歳の時から本格的に活動を始め、高田エージ、スティーヴエトウ、うつみようこ、田村直美など様々なバンドやミュージシャンとの共演を経験する。
17歳でBMGからメジャーデビューし、SCREAMING SOUL HILLへの加入や、SUGIZOのソロバンドなど様々なステージに立つ一方、自身のバンドであるJERK EGG PLANTの解散と同時に16歳から始めていたソロアルバムの制作も本格的に始動。18歳の時にRIZEのライブのピンチヒッターでの参加をきっかけに、RIZEへの加入が正式に決定した。
常に15個以上のバンドを掛け持ちながら、20歳から21歳の時にベース、ドラム、ギター、ボーカルの全パートを自身で演奏したソロアルバムを2枚発売。ソロバンドKenKen of INVADERSも始動した。同年にベースマガジンを歴代最年少で表紙を飾る。
その後も、AIR、Dragon Ash、THE MAD CAPSULE MARKETSのボーカルKYONOとのWAGDUG FUTURISTIC UNITY などのミクスチャーシーンから、BLANKEY JET CITYのドラマー中村達也とのSPEEDER-Ｘ、遠藤ミチロウのTHE STALIN、ムッシュかまやつ＆山岸竜之介とのLIFE IS GROOVE、仲井戸麗市とのthe dayなどの先輩ミュージシャンとのバンドも多数結成し活動している。
関西のミュージシャンとの交流も深く、韻シストBANDとのイベント「BET DA FARM」や、自身が主催する京都のイベント「ランチキンスキン」も10年を迎える。
海外アーティストとの親交も多く、フランク・ザッパなどのドラムで知られるテリー・ボジオのソロ公演への参加や、デヴィッド・ボウイのサポートドラマーZachary "Zack" Alfordとのセッションライブも行った。山岸潤史(June Yamagishi)とのバンドFUNK on DA TABLEでは、ジョン・グロウと、ビヨンセなどで活躍するNikki Glaspieの4人で海外公演も行った。
他にも CHARA、堂本剛、KAT-TUN、DAG FORCE、渋さ知らズオーケストラ、獄門島一家、電気グルーヴ、布袋寅泰、BAD HOP、THE TIMERS、80kidz、清塚信也、土屋アンナ、斉藤和義、緒方恵美、BIG HORNS BEE、小坂忠、ComplianS、GRACE MAYA、AFRO BEGUEや自身がドラムのバンドBANYAROZなど、毎年年間300本近い現場数で、KenKen本人も把握仕切れていていない数のバンドとセッションを繰り広げている。
また、資生堂やdocomoのTVCMソングも手掛けており、自身が手掛けたCMソングのフレーズを多くのベーシストがカバーしている。
その他にも、映画やアニメ、ゲームへの楽曲提供も多く、ハードコアゲーマーの才能と知識を生かし『週刊ファミ通』にて7年間コラムを執筆した他、FMラジオのパーソナリティを務め、自身が映画に出演もしている。Eテレの子供番組『シャキーン!』ではベースの音で棒倒しをするなど、幅の広い活動を行っている。
2019年7月19日、当時の自宅だった京都市下京区のマンションに大麻約0.2グラムを所持していたとして、大麻取締法違反容疑で警視庁組織犯罪対策5課に逮捕された。同事件でバンドメイトのJESSEも逮捕されている。同年8月14日に保釈金250万円を納付し、勾留先の東京湾岸警察署より保釈される。同年10月30日、懲役6ヶ月、執行猶予3年の判決を受けた。
翌2020年1月1日、自身のツイッターにて活動再開を発表した。
2024年2月1日、ポールダンサーのPOPOと結婚。
2025年8月5日、自身のツイッターにてベースマガジン及びリットーミュージックとは今後仕事はしないと発表した。

## 評価
2007年4月号『ベース・マガジン』の表紙を、過去最年少（21歳）で飾り、巻頭特集では「その実力が、若手筆頭と言っても過言でない」「若き低音のカリスマ」と紹介された。同誌の2006年1月号2008年2月号2011年3月号でも他のベーシスト数名と共に表紙と巻頭特集に取り上げられているほか、2006年8月号、2007年7月号、12月号でも記事が掲載された。

## 影響
『ロック・ジェット』誌 Vol.28（2007年6月発売）の中でレッド・ホット・チリ・ペッパーズによる自身への強い影響を語ったインタビュー記事が掲載された。

## 参加バンド
- JERK EGGPLANT（2001年 - 2004年）
- SUPER Goooooood!（2002年 - ） - 高田エージ率いる総勢28人の大所帯バンド
- STARS（2001年 - 2003年） - 鮫島巧（G）、U-TA★ROCK（Vo）、川野直輝（Dr）と組んだバンド
- Screaming Soul Hill（2005年）
- SHAG - SUGIZOのバンド
- RIZE（2006年4月 - ）
- KENKEN of INVADERS - KenKenのソロ活動のバンド
- TORCERSE（トルセルセ） - 実兄である金子ノブアキとのユニット
- SPEEDER-X（2009年 - ） - 中村達也とのセッションユニット
- FUZZY CONTROL - 結成時のメンバーであったが諸事情で脱退している。
- 二枚舌（2009年 - ） - ATSUSHI（G,Vo）＝番長、D.I.E.（Key）＝主任、スティーブ・エトウ（Perc）
- Dragon Ash - サポートメンバー[14]。馬場育三が療養中および逝去後、ライブやレコーディングに参加していたが、逮捕後はT$UYO$HIがサポートメンバーとなり、自身はバンドからは離れた。
- LIFE IS GROOVE - 2013年結成のスピードファンクバンド。KenKen（B,Vo）、ムッシュかまやつ（G,Vo）、山岸竜之介（G,Vo）[15]
- 獄門島一家（2013年 - ） - アヴちゃん（Vo）、長岡亮介（G）、中村達也（Dr）、KenKen（B）[16]

## 作品

### アルバム
1. PARTY of INVADERS （2006年6月21日） - 18歳のときから作品の制作をはじめ、ドラム、ベース、ギター、プログラム、ヴォーカル全てを自身で演奏、アレンジ、プロデュースした。
2. ARRIVAL of INVADERS （2007年10月24日） - 3枚組の通常盤と1枚の普及盤の2種類がある。湯川潮音等がゲスト参加。

## 出演

### 映画
- 一遍上人（2012年、秋原北胤監督） - 武士 役
- モンスターズクラブ（2012年、豊田利晃監督） - 垣内ケンタ 役
- 音量を上げろタコ!なに歌ってんのか全然わかんねぇんだよ!!（2018年、三木聡監督） - 劇中バンド「SIN+EX MACHiNA」のメンバーとして[17]
- デッド・フラワーズ（2020年3月14日公開、島田角栄監督）

### テレビ
- シャキーン（2017年 - 、Eテレ） - 「音棒倒し」のコーナーに不定期出演）[18][19][20]
- 関ジャム 完全燃SHOW（テレビ朝日）
  - 2016年11月6日、『有名アーティストを支えているスゴ腕ミュージシャン特集』「ズッコケ男道」(関ジャニ∞)を演奏
  - 2017年3月26日、『凄腕アーティストが教えるベースの世界』「カミナリ」(RIZE)を演奏
  - 2018年3月18日、『音楽ギモンSP』視聴者からの音楽ギモン回答、ベース奏法実演解説、即興作曲の即興アレンジ

### ラジオ
- AVALON（2016年4月4日 - 2019年3月22日[21] 、J-WAVE） - 火曜日担当ナビゲーター[22][23]
- WEEKEND SHELTER（2018年4月8日 - 2019年2月、α-STATION） - 偶数月担当[24][25]

### CM
- サントリー「ペプシ Jコーラ」（2018年4月17日 - ）
  - 『怪物舞踏団』の一員として、石川さゆり、SUGIZO、DJ RENA[26]、にゃんごすたーとともに出演[27]

## 参加
- NTTドコモ『UFO』篇（2014年） - ベース・ギター・ドラムなど音楽担当[28]
- ACジャパン『2017年度全国キャンペーン「TOKYOだけじゃない」』（2017年） - テレビCM及びラジオCMにおいてベース演奏で参加[29][30]
- 三宅伸治トリビュート・アルバム『ソングライター』（2017年） - 「土木作業員ブルース」をカバー。

## 監修・プロデュース
- アプリ「KenKenが教えるベースギター#1」（2013年5月7日） - 全体・右手・左手のカメラ切替機能、スロー再生機能を搭載した映像でおぼえるベースギター教則アプリ[31]
- さくら学院2014年度卒業ソング「仰げば尊し〜from さくら学院 2014〜」サウンドプロデュース（2015年）[32]
- ミニベース（2016年）[33]
- PS4（R） Lineup Music Video「Boost Your Play」ft. KenKen+アイナ・ジ・エンド（BiSH）+鎮座DOPENESS（2017年）[34]

## 関連アーティスト
- Char
- ジョニー吉長 - 父親
- 金子マリ - 母親
- SUGIZO & THE SPANKY YOUR JUICE
- うつみようこ（元ソウル・フラワー・ユニオン）バンド ライブサポート
- 田村直美 - ライブサポート[35]
- 244 ENDLI-x / 剛紫  / 堂本剛 - ライヴサポートや音楽番組出演時にバンドとして演奏[36][37]